# Heterospilus gahani
Heterospilus gahani (лат.) — вид наездников рода Heterospilus из подсемейства Doryctinae семейства бракониды (Braconidae). Встречаются в Центральной Америке: эндемик Коста-Рики.

## Описание
Мелкие перепончатокрылые насекомые, длина около 4,5 мм. Отличается длинным и узким первым тергитом брюшка. Лоб и лицо бороздчатые. Скутеллюм гранулированный. Основная окраска жёлтая (первый тергит и задняя часть груди коричневые); голова, скапус и ноги жёлтые. Жгутик коричневый (состоит из 11—17 члеников), апикальные 3-5-й флагелломеры белые. 1-й тергит брюшка продольно бороздчатый, 4-7-й тергиты гладкие и жёлтые. Яйцеклад по длине равен половине длины метасомы. В переднем крыле развита радиомедиальная жилка. Передняя голень с единственным рядом коротких шипиков вдоль переднего края. На задних тазиках ног есть отчётливый антеровентральный базальный выступ, вертекс головы сбоку у глаз нерезко угловатый. Предположительно, как и другие виды рода Heterospilus, паразитируют на жуках или бабочках. Вид был впервые описан в 2013 году американским гименоптерологом Полом Маршем (Paul M. Marsh; Норт-Ньютон, Канзас, США) с группой американских коллег-энтомологов (Wild Alexander L., Whitfield James B.; Иллинойсский университет в Урбане-Шампейне, Эрбана, Иллинойс, США). Вид назван в честь энтомолога A. B. Gahan, который в начале 1900-х годов описал многие новые виды браконид из Южной Америки
.